# Donnie Yen
Donnie Yen (kinesiska: 甄子丹), född 27 juli 1963 i Guangzhou, är en skådespelare, filmregissör, actionkoreograf, filmproducent och martial artist från Hongkong. Yen är välkänd skådespelare i Hongkong, men har också blivit uppmärksammad internationellt. Han har spelat med internationella filmstjärnor som Jackie Chan, Jet Li och Michelle Yeoh.

## Karriär
I sina första filmer Shaolin Drunkard (1983) och Taoism Drunkard (1984) spelar han stuntman. Som tjugoåring fick han sin första egna roll i filmen Drunken Tai Chi. Medverkade i Love on the Rocks 2004.

## Filmografi (i urval)
- 2008 – Ip Man
- 2010 – Ip Man 2
- 2015 – Ip Man 3
- 2016 – Rogue One: A Star Wars Story
- 2017 – xXx: Return of Xander Cage
- 2017 – Star Wars Rebels (TV-serie) (röst)
- 2019 – Ip Man 4
- 2020 – Mulan